# Kasteel van Les Mesnuls
Het Kasteel van Les Mesnuls (Frans: Château des Mesnuls) is een kasteel in de Franse gemeente Les Mesnuls. Het kasteel is een beschermd historisch monument sinds 1945.